# رسلان خيروف
رسلان خيروف (مواليد 7 يناير 1976) هو ملاكم أذربيجاني، مثّل بلاده في الألعاب الأولمبية الصيفية في دورتي 2000 و2004.

## روابط خارجية
رسلان خيروف على موقع أوليمبيديا (الإنجليزية)